# پاسکال بوشاارت
پاسکال بوشاارت (ایتالیایی: Alessandro Bastoni؛ زادهٔ ۲۸ فوریهٔ ۱۹۸۰) بازیکن پیشین و سرمربی کنونی فوتبال اهل هلند است.